# Giro dell'Emilia 1969
Il Giro dell'Emilia 1969, cinquantaduesima edizione della corsa, si svolse il 4 ottobre 1969 su un percorso di 212 km. La vittoria fu appannaggio dell'italiano Gianni Motta, che completò il percorso in 5h01'30", precedendo i connazionali Franco Bitossi e Felice Gimondi.

## Ordine d'arrivo (Top 10)
| Pos. | Corridore          | Squadra              | Tempo    |
| ---- | ------------------ | -------------------- | -------- |
| 1    | Gianni Motta       | Sanson               | 5h01'30" |
| 2    | Franco Bitossi     | Filotex              | s.t.     |
| 3    | Felice Gimondi     | Salvarani            | s.t.     |
| 4    | Ole Ritter         | Germanvox-Wega       | s.t.     |
| 5    | Marcello Bergamo   | Filotex              | a 2'28"  |
| 6    | Mino Denti         | Scic                 | s.t.     |
| 7    | Pietro Di Caterina | Faemino-Faema        | s.t.     |
| 8    | Franco Mori        | Sanson               | s.t.     |
| 9    | Aldo Moser         | G.B.C.-Itla-TV Color | s.t.     |
| 10   | Oliviero Morotti   | Sagit                | s.t.     |